# Världsmästerskapen i bordtennis 2015
Världsmästerskapen i bordtennis 2015 avgjordes i Suzhou den 26 april-3 maj 2015.

## Tävlingar
| Event                   | Guld                  | Silver                           | Brons                      |
| Herrsingel Detaljer...  | Ma Long               | Fang Bo                          | Fan Zhendong               |
| Herrsingel Detaljer...  | Ma Long               | Fang Bo                          | Zhang Jike                 |
| Damsingel Detaljer...   | Ding Ning             | Liu Shiwen                       | Mu Zi                      |
| Damsingel Detaljer...   | Ding Ning             | Liu Shiwen                       | Li Xiaoxia                 |
| Herrdubbel Detaljer...  | Xu Xin Zhang Jike     | Fan Zhendong Zhou Yu             | Lee Sang-su Seo Hyun-deok  |
| Herrdubbel Detaljer...  | Xu Xin Zhang Jike     | Fan Zhendong Zhou Yu             | Kenta Matsudaira Koki Niwa |
| Damdubbel Detaljer...   | Liu Shiwen Zhu Yuling | Ding Ning Li Xiaoxia             | Feng Tianwei Yu Mengyu     |
| Damdubbel Detaljer...   | Liu Shiwen Zhu Yuling | Ding Ning Li Xiaoxia             | Li Jie Li Qian             |
| Mixeddubbel Detaljer... | Xu Xin Yang Ha-eun    | Maharu Yoshimura Kasumi Ishikawa | Kim Hyok-bong Kim Jong     |
| Mixeddubbel Detaljer... | Xu Xin Yang Ha-eun    | Maharu Yoshimura Kasumi Ishikawa | Wong Chun Ting Doo Hoi Kem |

## Medaljligan
| Pl.   | Nation        | Guld | Silver | Brons | Totalt |
| ----- | ------------- | ---- | ------ | ----- | ------ |
| 1     | Kina          | 4.5  | 4      | 4     | 12.5   |
| 2     | Sydkorea      | 0.5  | 0      | 1     | 1.5    |
| 3     | Japan         | 0    | 1      | 1     | 2      |
| 4     | Hongkong      | 0    | 0      | 1     | 1      |
| 4     | Nordkorea     | 0    | 0      | 1     | 1      |
| 4     | Singapore     | 0    | 0      | 1     | 1      |
| 7     | Nederländerna | 0    | 0      | 0.5   | 0.5    |
| 7     | Polen         | 0    | 0      | 0.5   | 0.5    |
| Total | Total         | 5    | 5      | 10    | 20     |

### Fotnoter
1. ↑  ”Suzhou to host 2015 World Championships”. ittf.com. 27 mars 2012. Arkiverad från originalet den 15 maj 2014. https://web.archive.org/web/20140515053453/http://www.ittf.com/media/press_release/PR_27Mar12_AGM/index.html. Läst 1 mars 2013.